# Electralberta cretacica
Electralberta cretacica is een fossiele soort schietmot uit de familie Electralbertidae.